# Хронологија инвазије Русије на Украјину (јануар 2024)
Овај чланак обухвата дешавања која су се догодила у јануару 2024. године, за време инвазије Русије на Украјину.

## Хронологија

### 1. јануар
Најмање једна особа је погинула, а девет је повређено у нападу руских дронова на украјинску јужну луку Одеса, навео је начелник Одеске области Олег Кипер. Он је додао да су делови оборених дронова изазвали неколико пожара у стамбеним зградама у више делова Одесе. Украјинска војска саопштила је да је напад руске беспилотне летелице на Одесу током ноћи био усмерен на лучку инфраструктуру и да је избио пожар у једном од лучких терминала као резултат удара.

### 2. јануар
Након јутрошњих руских масовних ракетних напада, више од 250.000 потрошача у Кијеву и Кијевској области остало је без струје, обавестио је украјински оператер Укренерго. Оштећене су мреже компаније и регионалних енергетских компанија, како преноси Интерфакс Украјина. Министарство енергетике Украјине потврдило је да су трафостанице у Кијевској области и високонапонски водови такође оштећени. Русија је данас извела масовни ракетни напад на Украјину, при чему су били мета и Кијев и Харков.

### 3. јануар
Два борбена авиона "Ф-16" из Норвешке биће упућена у Данску за обуку украјинских пилота, најавио је норвешки министар одбране Бјерн Арилд Грам. Придружују се 10 инструктора из Норвешке већ постављених у Данску, који су задужени за обуку украјинских пилота за управљање америчким авионима "Ф-16".

### 4. јануар
На Купјанском правцу, руске снаге су уништиле украјинско борбено возило "Ољха" и три возила "Вампир". Украјинске снаге су претрпеле губитак од до 100 војника на том правцу.
Руско министарство одбране саопштило је да су руске снаге успеле да оборе 10 украјинских ракета изнад Крима.
Раније данас, гувернер Севастопоља, Михаил Развожајев, известио је да је украјински напад на тај град одбијен. Према Развожајеву, војска је успешно уништила више ваздушних циљева, при чему је један од фрагмената ударио у кућу.

### 5. јануар
Нови пакет војне помоћи од стране Немачке достављен је Украјини и садржи различите категорије војне опреме. Според изјаве немачке владе, помоћ укључује ПВО ракете, артиљеријску муницију, борбена возила пешадије, радаре, камионе и другу неопходну опрему.
На основу објављеног списка војне опреме на сајту немачке владе, испоручена помоћ обухвата муницију за тенкове Леопард 2 А6, систем противваздушне одбране Скинек са муницијом, ракете за ПВО систем ИРИС-Т СЛМ, и скоро 10.000 додатних артиљеријских пројектила од 155 мм.
Пакет такође укључује допунска борбена пешадијска возила, тенкове за чишћење мина, радаре за ваздушно осматрање и другу разноврсну војну опрему.

### 6. јануар
Министарство одбране Руске Федерације објавило је да је систем противваздушне одбране успешно уништио четири украјинске ракете изнад полуострва Крим.

### 7. јануар
Министарка спољних послова, Јоко Камикава, изразила је на заједничкој конференцији за новинаре са украјинским колегом, Дмитром Кулебом, обавезу Јапана да унесе допринос од 37 милиона долара кроз фонд НАТО-а за набавку система за откривање беспилотних летелица и предоставила додатну помоћ, пренела је агенција Кјодо.
Такође је ангажовала Јапан да обезбеди Украјини пет мобилних гасних турбинских генератора како би помогла украјинском народу да преживи оштру зиму.

### 8. јануар
Експлозије су се чуле у градовима Кривом Рогу, Запорожју, Дњепру, Одеси, Харковској и у Житомирској области.
Претходно, украјински војни званичници су известили да је Русија данас покренула обиман ракетни напад на различите регионе Украјине. На свим подручјима земље је на снази упозорење на опасност из ваздуха.
Русија је потврдила да је извршила масовне нападе на војне и индустријске циљеве у Украјини, при томе користећи хиперсоничне ракетне системе "Кинжал".

### 9. јануар
Амбасада Шведске у Кијеву потврдила је да ће Шведска донирати око пет милиона долара повереничком фонду НАТО-а за подршку Украјини. Из шведског дипломатског представништва саопштено је да ће ова помоћ бити усмерена на набавку војне опреме, лекова, горива, деминирање и обуку особља.
Руски министар одбране Сергеј Шојгу изјавио је да су Оружане снаге Украјине претходне године изгубиле више од 215 хиљада људи.
"Групе руских трупа систематски ослабљују борбени капацитет Оружаних снага Украјине. У протеклој години, губитак противника превазилази 215.000 људи и 28.000 јединица оружја", изјавио је Шојгу.

### 10. јануар
Литванија је одобрила дугорочни пакет војне помоћи Украјини у укупном износу од 200 милиона евра, како је саопштио председник Гитанас Науседа на заједничкој конференцији за новинаре са украјинским колегом Володимиром Зеленским у Виљнусу.
Ова помоћ Литваније обухвата испоруку муниције, генератора и детонационих система већ у јануару, као и оклопних транспортера М577 у фебруару.
Финска ће продужити затварање своје границе са Русијом, које је првобитно требало да се оконча 15. јануара, изјавио је министар пољопривреде и шумарства Сари Есаја за националну радиодифузију ИЛЕ.
"Граница ће остати затворена", изјавио је Есаја на питање о евентуалном продужењу затварања границе за још месец дана.

### 11. јануар
Летонски председник Едгар Ринкевич најавио је нови пакет војне помоћи за Украјину, у који ће бити укључени, између осталог, хаубице, муниција и противтенковско оружје, и истакао је да ће бити потписана два споразума с Украјином. Ове изјаве дате су на заједничком брифингу са председником Украјине Володимиром Зеленским у Риги.

### 12. јануар
Британски премијер Риши Сунак објавио је да ће посетити Украјину, а из његове канцеларије је саопштено да ће Велика Британија упутити војну помоћ Украјини у износу од 2,5 милијарди фунти.
Сунак је изјавио: "Велика Британија је већ један од најближих партнера Украјине, јер признајемо да је њихова безбедност наша безбедност."
Пред састанком са украјинским председником Володимиром Зеленским, Сунак је објавио да ће Британија обезбедити 2,5 милијарди фунти војне помоћи Украјини. Од тог износа, најмање 200 милиона фунти ће бити издвојено за хиљаде дронова за Украјину, а канцеларија Сунака је нагласила да се очекује да ће већина њих бити произведена у Британији.
Министарство одбране Русије саопштило је да су на доњецком правцу руске снаге успешно одбиле шест напада Украјинаца у току последње недеље. У купјанском правцу, забележено је 27 напада и контранапада, а такође је истакнуто да су руске снаге заузеле боље положаје у запорошком правцу.
Саопштено је да је руска авијација успела да обори украјинске авионе Су-27 и Су-25 током протекле седмице, као и један хеликоптер Ми-8.

### 13. јануар
Руско министарство одбране саопштило је да је успешно уништило своје циљеве у серији напада на објекте за производњу муниције и дронова у Украјини.
"Јутрос су Оружане снаге Руске Федерације извеле групни удар на објекте украјинског војно-индустријског комплекса", наведено је у саопштењу Министарства одбране Русије на дневном брифингу, како преноси Гардијан.
Русија је известила да су мете напада биле објекти за производњу граната, барута и дронова, и изразила уверење да су "сви циљеви успешно погодени".

### 14. јануар
Посаде руског система ТОС-1А "Солнцепрк" уништавале су несколика упоришта Оружаних снага Украјине у области Новомихајловке.
Дубина ровова и дебљина бетонских блокова нису способни заштитити противника од напада "Солнцепека". Када термобарични пројектил експлодира, температура око њега достиже несколико хиљада степени Целзијуса.
У комбинацији са огромним притиском, ова топлота буквално спаљује људство и опрему противника.

### 15. јануар
Системи противваздушне одбране уништили су три ракете из украјинског тактичког ракетног система "Точка-У" изнад Курске области, саопштило је руско Министарство одбране.

### 16. јануар
Руска противваздушна одбрана успешно је отклонила напад 12 украјинских дронова у Вороњешкој и Белгородској области, саопштило је руско Министарство одбране.
"Током протекле ноћи, спречени су покушаји кијевског режима да изведе терористичке нападе беспилотним летелицама на територији Руске Федерације. Дежурни системи противваздушне одбране успели су уништити пет и пресрети три украјинске беспилотне летелице изнад територије Руске Федерације", истакло је Руско Министарство одбране.

### 17. јануар
Руско министарство одбране саопштило је да су њихове војне снаге извршиле прецизан удар јуче на зграду у Харкову где су били смештени страни плаћеници.
У протеклих 24 сата, Украјина је регистровала 98 борбених сукоба на различитим деловима фронта, док је Русија извела укупно четири ракетна напада на војне и цивилне месте. Ваздушни напади су били забележени не само у околини Харкова, већ и у регионима Доњецк и Запорожје, према извештају Украјинске војске.

### 18. јануар
Француска ће у наредним седмицама испоручити Украјини још шест хаубица "Цезар", а месечно ће слати тој земљи 50 прецизно навођених ракета, изјавио је данас француски министар одбране Себастијан Лекорни.
Лекорни је у интервјуу за радио Франс Ентер изјавио "да је Француска, од почетка руског напада на Украјину у фебруару 2022, допремила Украјини 30 хаубица 'Цезар'".
Он је такође рекао да ће Француска послати око 50 ракета А2СМ Украјини од јануара, а које су адаптиране за совјетски тип авиона.
Ракете "Сафран" могу да носе бомбе тежинске категорије од 125 килограма до једне тоне.

### 19. јануар
Кијев тврди да је напад на руско складиште нафте у Клинстру дело "поштене" одмазде за ударе Москве на инфраструктуру Украјине.
Украјина је потврдила одговорност за напад дроном који је у петак изазвао велики пожар на складишту нафте у западној Русији, као последњи у низу ескалирајућих прекограничних напада. Резервоари за нафту у складишту у руској области Брјанска запалили су се након што су руске снаге обориле долазећу украјинску беспилотну летелицу.

### 20. јануар
Руске снаге су поново поставиле мине у околини Запорошке нуклеарне електране, како наводи најновији извештај Међународне агенције за атомску енергију.

### 21. јануар
Број погинулих у украјинском нападу на пијацу у Доњецку порастао је на 25 људи, а најмање 20 је повређено, саопштио је шеф самопроглашене Доњецке Народне Републике (ДНР) Денис Пушилин.
Тренутно су потврђене информације о 25 смртних случајева. Повређено је још најмање 20 особа, од којих је двоје деце у тешком стању, изјавио је Пушилин.

### 22. јануар
Украјински министар одбране Рустем Умеров разговарао је са својом белгијском колегиницом Лудивин Дедондер.
"Изразио сам захвалност на учешћу Белгије у коалицији ваздушних снага, посебно у програму обуке пилота. Веома ценимо непоколебљиву подршку Белгије Украјини. Белгија ће ове године обезбедити 611 милиона евра војне помоћи и има дугорочну посвећеност подршци модернизацији наших одбрамбених снага“, написао је Умеров.

### 23. јануар
НАТО је потписао уговор вредан 1,1 милијарду евра за артиљеријску муницију калибра 155 милметара, саопштила је у Алијанса, при чему ће, како се наводи, део граната бити испоручен Украјини након притужби да недостатак муниције омета њене ратне напоре.

### 24. јануар
Руски војни транспортни авион Ил-76 са 74 особе срушио се у Белгородској области. Преma наводима РИА Новости, у летелици је било 65 украјинских војника одређених за размену заробљеника. Нема преживелих. Москва оптужила Кијев за обарање авиона, назвавши га "варварским чином".

### 25. јануар
Украјинске ваздухопловне снаге саопштиле су да је руска војска током ноћи лансирала 14 беспилотних летелица и пет пројектила на Украјину, а ПВО системи су уништили 11 дронова.
Украјинска војска гађала је рафинерију нафте у руском граду Туапсеу на Црном мору, јужно од Краснодора, а у близини Сочија. Наводи се да рафинерија снабдева руске трупе у Украјини горивом и да је складиште нафте нападнуто дроновима. У нападу је, наводно, оштећен објекат за прераду нафтних деривата. Са друге стране, убрзо након напада, "Нафтогас", највећа украјинска компанија за нафту и гас је саопштила да трпи "сајбер напад великих размера".

### 26. јануар
Нападом на Доњецку област, најмање шест особа је рањено, изјавио је начелник регионалне војне управе Вадим Филашкин.

### 27. јануар
Министар спољних послова Украјине Дмитро Кулеба разговарао је са литванским колегом Габријелусом Ландсбергисом о усмеравању заједничких напора на повећање производње дронова за потребе Оружаних снага Украјине.

### 28. јануар
Руске снаге погодиле су складишта муниције и горива за војну опрему украјинских снага безбедности у Дњепропетровској и Запорошкој области, изјавило је Министарство одбране Русије.
Министарство наводи да је током дана уништено 28 украјинских беспилотних летелица (УАВ), као и да су оборена три вишецевна ракетна система ХИМАРС и "Ураган".
Француска ће моћи да обезбеди украјинској војсци 3.000 граната од 155 мм сваког месеца, саопштио је заменик министра одбране генерал-потпуковник Иван Хавриљук, који је предводио украјинску делегацију на првом састанку Артиљеријске коалиције у Паризу.
Ракета Руске Федерације погодила је други дан индустријску локацију у централном украјинском округу Кременчук, преноси регионални гувернер Полтаве, Филип Пронин, путем Телеграма. Иста индустријска локација јуче је такође била мета ракетног напада који је изазвао пожар, али без жртава.

### 29. јануар
Руска ПВО спречила је напад дроном на рафинерију нафте у граду Јарослављ, североисточно од Москве, изјавио је регионални начелник Михаил Јеврајев. Према његовим речима, није било жртава.

### 30. јануар
Генералштаб Оружаних снага Украјине саопштио је да су украјинске снаге током ноћи обориле 15 од 35 руских дронова "камиказа" изнад земље. Током јучерашњег дана, било је 70 борбених окршаја на фронту.

### 31. јануар
Руско министарство одбране известило је данас да је 195 војника, који су били у заробљеништву и у опасности, враћено са територије под контролом Кијева. Истовремено, Русија је пребацила 195 ратних заробљеника, припадника Оружаних снага Украјине. Ослобођено руско војно особље биће пребачено у Москву на лечење и рехабилитацију војно-транспортним авионима Ваздушно-космичких снага Русије.